# Rubén Walesberg
Rubén Walesberg (ur. 1986) – argentyński zapaśnik walczący w stylu klasycznym. Zajął trzynaste miejsce na mistrzostwach panamerykańskich w 2011. Brązowy medalista igrzysk Ameryki Południowej w 2010. Wicemistrz Ameryki Południowej w 2009 i 2011 roku.
Walczył także w zawodach judo. Brązowy medalista igrzysk Ameryki Południowej w 2006 i trzeci na mistrzostwach kraju w 2002 roku. 